# Pets or Meat: The Return to Flint
Pets or Meat: The Return to Flint  es un cortometraje documental de PBS estadounidense de 1992 escrito, coproducido y dirigido por Michael Moore, que presenta al director regresando a su ciudad natal de Flint, Michigan, para ponerse al día con algunos de los personajes que aparecen en su película anterior Roger & Me (1989). El título de la película se refiere a Rhonda Britton, una residente de Flint que aparece en ambas películas, que vende conejos como mascotas o carne.

## Sinopsis
Britton, la llamada Bunny Lady, "recaudó millones al despellejar a una suave criatura peluda en la primera película, supera su actuación original. Su empresa más reciente, diseñada para complementar su salario embargado en K-mart, es criar ratones y conejos como alimento para serpientes. Esta vez, la crítica de Moore al capitalismo moderno presenta imágenes de una enorme serpiente devorando a otra mascota esponjosa".
En una entrevista anterior para Roger & Me, Moore explicó el significado de "mascotas o carne" en sus propias palabras: "Esa es la ciudad. O trabajas o eres carne. Esa es la actitud de General Motors hacia sus siervos. El aporreo y el desollamiento del conejo representan la violencia. ¿Por qué la gente no se molesta por la violencia de un hombre negro que recibe un disparo dos minutos después en la película? ¿Por qué hay paros durante la sección de conejos, pero no durante el tiroteo? Esa es la imagen a la que están acostumbrados, pero comen su carne todas las noches".
El documental comienza con la advertencia: "El siguiente programa contiene escenas de comportamiento corporativo explícito que pueden ser ofensivas para los niños pequeños, los vegetarianos y los accionistas de General Motors. Se aconseja la discreción del espectador". Terminaba con el siguiente descargo de responsabilidad: "Ningún animal fue dañado en la realización de esta película, aunque algunos estaban bien alimentados".

## Reparto
- Michael Moore
- Rhonda Britton
- Janet K. Rauch

## Recepción
John Koch, del Boston Globe, señala: "Si te perturba la escena gráfica de una serpiente aplastando la vida de un conejo, deberías estar más molesto, dice el director no muy sutilmente, por las vidas restringidas de los seres humanos sin trabajo y desatendidos".